# Informeel leren
Informeel leren is leren dat plaatsvindt tijdens dagelijkse activiteiten, waarbij leren meestal niet het primaire doel is van deze activiteiten.
Informeel leren vindt vaak plaats zonder instructies van een docent of trainer en is niet gekoppeld aan certificering. Formeel leren vindt daarentegen juist wel plaats onder begeleiding van een docent of trainer en is wel gekoppeld aan certificering (denk aan certificate en diploma’s).

## Definitie
Kyndt, Gijbels, Grosemans en Donche (2016) definiëren informeel leren als "al het leren dat plaatsvindt zonder formele planning of instructie". Informeel leren beperkt zich niet tot de werksituatie, maar vindt ook in de privésfeer plaats. In het kader van leven lang ontwikkelen is informeel leren tijdens het werk een belangrijke vorm van leren. In een werksituatie kan informeel leren bijvoorbeeld plaatsvinden door het oplossen van problemen, het uitvoeren van nieuwe en complexe taken of het samenwerken met collega’s. Veruit het grootste deel van de tijd dat volwassen leren, leren ze informeel.